# Samsung S5260 Star II
A Samsung S5260 (márkanevén Star II) a Samsung zárt rendszerű érintőképernyős mobiltelefonja, az S5230 (Star) utódja.

## Változások az elődhöz képest
- Változott a design, a designerek átszabták a telefon külsejét, a kamera mellől eltűnt a tükör, a középső gomb laposabb lett, míg a híváskezelők szögletesebbek, vékonyabb lett a króm keret, stb. Emellett minden dimenziójában nagyobb lett a készülék. Fontos, nem csak a külsőt érintő változás, hogy eltűnt a kamera elsütőgombja, a saját csatlakozót pedig microUSB-re cserélték, és megjelent  a 3.5 mm-es jack csatlakozó is.
- A képernyő,  bár méretében és felbontásában nem változott, de érintésérzékelési technológiája rezisztívről kapacitívra változott.
- Ugyan 3G hálózathoz továbbra sem tud csatlakozni, de Wi-Fi-n keresztül már elérhető a gyors internetezés. A Bluetooth verziója pedig immár 3.0.
- A mobil a TouchWiz sokat kritizált kettes változatát a 3.0-ra cserélték.